# Gangamuthanahalli, Devanahalli
Gangamuthanahalli là một làng thuộc tehsil Devanahalli, huyện Bangalore Rural, bang Karnataka, Ấn Độ.